# Transformada discreta
Transformada discreta, processament de senyal, són transformacions matemàtiques de senyals en el domini discret tals com domini temporal discret i domini freqüencial discret. Moltes transformacions matemàtiques contínues també tenen la seva versió discreta com per exemple la transformada de Fourier té la versió en transformada discreta de Fourier.
Aplicacions :
- Anàlisi espectral (domini freqüencial).
- Compressió de dades: consisteix en el procés de codificació de dades utilitzant el mínim nombre possible de bits, o unitats d'informació. Això es pot aconseguir gràcies a la utilització d'esquemes de codificat o còdecs.
- Filtratge digital: es realitza un processament matemàtic sobre el senyal, generalment mitjançant l'ús de la Transformada ràpida de Fourier; obtenint-se a la sortida el resultat del processament matemàtic.

Transformades discretes més conegudes:
- Transformada discreta de Fourier
- Transformada ràpida de Fourier
- Transformada cosinus discreta
- Transformada z